# Ciclone Rewa
O Ciclone Tropical Severo Rewa afetou seis países e causou 22 mortes em sua jornada de 28 dias através do Oceano Pacífico Sul em dezembro de 1993 e janeiro de 1994. O ciclone Rewa se desenvolveu a partir de um distúrbio tropical em 28 dezembro ao sul de Nauru. Após a formação, o Rewa moveu-se para o sudoeste através da Ilhas Salomão, cruzando o 160º meridiano a leste da bacia do Pacífico Sul para a região da Austrália. O ciclone começou a se fortalecer de forma constante e virou para o sul, paralelo à costa leste da Austrália até 31 de dezembro. Rewa atingiu seu pico inicial de intensidade como ciclone tropical Categoria 4 em 2 janeiro. Manteve essa intensidade por cerca de 12 horas antes que um aumento no cisalhamento do vento induzisse seu enfraquecimento em 3 de janeiro. O ciclone virou para sudeste e voltou para a bacia do Pacífico Sul em 4 de janeiro, antes de passar pela Nova Caledónia entre 5 e 6 de janeiro. Depois de afetar a Nova Caledônia, Rewa enfraqueceu para uma depressão tropical e virou para noroeste antes de reentrar na bacia australiana em 10 de janeiro.
Nos dias seguintes, o ciclone mostrou sinais de fortalecimento e executou um loop ciclônico alongado a sudeste de Papua-Nova Guiné. Rewa posteriormente entrou em uma fase de rápida intensificação enquanto prosseguia para o sudeste, atingindo o pico de intensidade como uma  ciclone tropical severo Categoria 5. Ele recuou para o sudoeste enquanto enfraqueceu gradualmente por vários dias. Embora os meteorologistas previssem que Rewa atingiria a terra perto de Mackay, Queensland, o ciclone começou a interagir com um cavado de nível superior em 18 de janeiro, fazendo com que ele se desvie para o sudeste e se mova ao longo da costa de Queensland. Rewa fez a transição para um ciclone extratropical em 20 de janeiro, com seus remanescentes trazendo fortes chuvas para a Nova Zelândia três dias depois.
O ciclone causou a morte de 22 pessoas em seu curso, afetando partes das Ilhas Salomão, Papua Nova Guiné, Austrália Oriental, Nova Caledônia, Vanuatu e Nova Zelândia. Nove pessoas em um bote de bananas a caminho da Ilha Rossel desapareceram no auge da tempestade; eles foram presumidos afogados depois que os destroços de seu barco apareceram na ilha. Em Queensland, três pessoas morreram em acidentes de trânsito causados pela tempestade, e outra fatalidade ocorreu quando um menino ficou preso em um tubo de tempestade. Uma morte ocorreu na Nova Caledônia, enquanto as inundações causaram oito afogamentos em Papua Nova Guiné. Por causa dos severos impactos que Rewa trouxe, o nome foi aposentado.

## História meteorológica

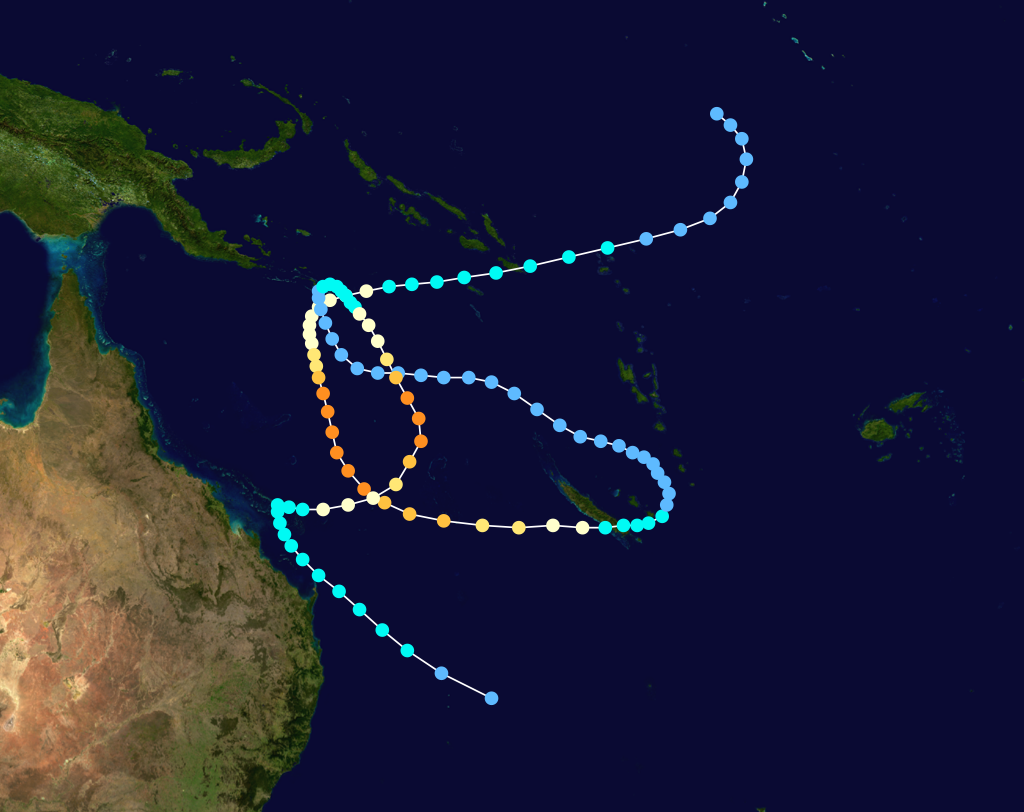
Mapa de rastreamento do ciclone tropical Rewa, com base em dados do Joint Typhoon Warning Center.

Durante 26 de dezembro, o Serviço Meteorológico de Fiji (FMS) começou a monitorar uma depressão tropical que se desenvolveu dentro da Zona de Convergência Intertropical, cerca de 575 km (357 mi) ao sudeste de Nauru. Nos dias seguintes, a depressão desenvolveu-se gradualmente e organizou-se ainda mais, à medida que se movia para oeste-sudoeste sob a influência de um fluxo de direção nordeste. Durante 28 de dezembro, o JTWC classificou a depressão como Ciclone Tropical 05P, antes que o FMS o nomeasse Rewa, pois havia se tornado um ciclone tropical de categoria 1 na escala de intensidade de ciclone tropical australiana. Nos dias seguintes, o sistema intensificou-se gradualmente sob a influência de ventos favoráveis de nível superior enquanto se movia para o sul-sudoeste, passando pelas Ilhas Salomão em 29 de dezembro e afetando as ilhas do sudeste de Papua Nova Guiné. À medida que se movia pelas Ilhas Salomão, o Rewa saiu da bacia do Pacífico Sul e entrou na região da Austrália, onde o Australian Bureau of Meteorology (BOM) assumiu a responsabilidade primária de alerta para o sistema.
Em 30 de dezembro, o JTWC informou que Rewa se tornou equivalente a um furacão de categoria 1 na escala de furacões Saffir-Simpson (SSHS) ; no início do dia seguinte, o BoM informou que o sistema havia se desenvolvido em um ciclone tropical severo de categoria 3, e um olho tornou-se visível em imagens de satélite. O sistema então virou abruptamente e começou a se mover para o sul paralelo à costa de Queensland por causa de uma interação com um cavado de baixa pressão de nível superior. Durante 2 de janeiro, o olho de Rewa tornou-se bem definido e compacto em imagens de microondas, pois flutuava em intensidade, com números de técnica Dvorak de 6,0 e 7,0 registrados antes de atingir suas intensidades máximas. Como resultado desses números, o BoM estimou a velocidade do vento sustentada por 10 minutos de 110 kn (200 km/h; 130 mph) e uma pressão mínima de 920 hPa (27 inHg), o que o tornou ciclone tropical severo de categoria 5 na escala australiana. Enquanto isso, o JTWC estimou que Rewa atingiu o pico com ventos sustentados de 1 minuto e 1 minuto de 125 kn (232 km/h; 144 mph), o que o tornou um furacão de categoria 4 no SSHWS. Rewa permaneceu em seu pico de intensidade por 24 horas antes do sistema começar a enfraquecer em 3 de janeiro, à medida que o fortalecimento dos níveis superiores de noroeste aumentou o cisalhamento vertical do vento sobre o sistema. Ao longo daquele dia, o ciclone começou a se mover em direção ao sudeste, antes de começar a seguir um caminho mais para o leste à medida que se aproximava de 160 °E.
Durante 4 de janeiro, Rewa voltou para a bacia do Pacífico Sul e continuou para o leste como um enfraquecimento de ciclone tropical severo de categoria 3, com velocidade de vento sustentada de 10 minutos estimada em 75 kn (139 km/h; 86 mph). Durante o dia seguinte, seu olho ficou obscurecido depois que as montanhas da Nova Caledônia afetaram a circulação de Rewa criando um vento Föhn quente e seco. O FMS informou que o sistema havia enfraquecido em um ciclone tropical de categoria 2, enquanto o JTWC informou que Rewa havia se tornado uma tempestade tropical. O sistema posteriormente atingiu a costa nas proximidades da Baía de São Vicente, na costa sudoeste da Nova Caledônia, antes de emergir perto de Thio da costa leste em 6 de janeiro. Até janeiro 7, a circulação de Rewa ficou exposta sob a influência de noroestes de nível superior; como resultado, tanto o FMS quanto o JTWC relataram que Rewa havia enfraquecido em uma depressão. Nos 3 dias seguintes, a circulação residual de baixo nível foi direcionada para o noroeste e Papua Nova Guiné em um fluxo de ventos alísios de sudeste gerado por uma poderosa área de alta pressão localizada entre a Nova Zelândia e as Ilhas Kermadec. Durante 10 de janeiro, os remanescentes de Rewa saíram da bacia do Pacífico Sul e voltaram para a região australiana, enquanto começavam a se intensificar em um ciclone tropical, à medida que um cavado de nível médio a superior sobre o leste da Austrália aumentou de tamanho.
Ao se mover para a região australiana, Rewa começou a se mover em um longo arco para o noroeste e depois para o norte, e em 13 de janeiro, tanto o JTWC quanto o Serviço Nacional de Meteorologia de Papua-Nova Guiné relataram que o sistema havia se intensificado em um ciclone tropical ao redor das ilhas do sul de Papua Nova Guiné. Mais tarde naquele dia, Rewa executou uma curva acentuada no sentido horário perto da Ilha Tagula e começou a se mover para o sudeste e a área de responsabilidade do BoM, intensificando-se gradualmente ainda mais. Durante 15 de janeiro, o BoM informou que o sistema havia se intensificado em uma ciclone tropical severo categoria 3, enquanto o JTWC informou que Rewa se tornou equivalente a um furacão categoria 1 novamente. Mais tarde naquele dia, o sistema começou a se intensificar rapidamente quando um cavado de nível superior se aproximou do sistema. Durante o dia seguinte, o JTWC informou que o sistema atingiu o pico com ventos sustentados de 1 minuto de 230 km/h (145 mph). O BoM então relatou mais tarde naquele dia, que Rewa atingiu o pico com 10 minutos de ventos sustentados de 205 km/h (127 mph), o que o tornou uma ciclone tropical severo de categoria 5 na escala de intensidade de ciclone tropical australiano. Depois de atingir o pico de intensidade, o sistema recuou para o sul-sudoeste, onde começou a enfraquecer gradualmente. Por 18 de janeiro, o JTWC informou que Rewa havia enfraquecido em uma tempestade tropical, enquanto durante todo aquele dia o BoM avaliou Rewa como um ciclone tropical severo de categoria 3. Durante o dia seguinte, o BoM informou que Rewa havia enfraquecido em um ciclone tropical de categoria 2 enquanto recuava e começava a se mover para o sudeste por volta de 265 km (165 mi) a leste de Mackay, Queensland. Nos dias seguintes, o sistema se moveu para o sul-sudeste ao longo da costa de Queensland, mantendo a sua intensidade. Durante 21 de janeiro, o BoM e o JTWC relataram que Rewa havia enfraquecido abaixo da força do ciclone, quando o sistema voltou para a bacia do Pacífico Sul pela terceira e última vez. Os restos de Rewa foram observados pela última vez em 23 de janeiro, pela Metservice da Nova Zelândia, quando se dissiparam a leste da Ilha Sul.

## Preparativos e impacto
Vinte e duas pessoas perderam a vida em acidentes causados pelo ciclone Rewa, que afetou partes das Ilhas Salomão, Papua Nova Guiné, Austrália, Nova Caledônia, Vanuatu e Nova Zelândia. Devido ao impacto desta tempestade, o nome Rewa foi retirado.

### Ilhas Salomão, Nova Caledônia, Vanuatu e Nova Zelândia
As Ilhas Salomão foram afetadas pelo ciclone tropical em desenvolvimento entre 28 e 30 de dezembro e foi o primeiro país insular a ser impactado por Rewa. À medida que se transformou em um ciclone tropical em 28 de dezembro, o sistema passou ao norte dos atóis da província de Malaita, nas Ilhas Salomão. Rewa então passou pela ponta sul da Ilha Malaita, antes de passar para o sul da Ilha Guadalcanal e o norte da Ilha Rennell durante 29 de dezembro.
Ciclone Rewa começou a afetar a Nova Caledônia em 5 de janeiro, antes de passar pela Ilha Grand Terre mais tarde naquele dia. Rewa despejou mais de 300 mm (12 pol) de chuva em partes do arquipélago, o que fez com que todos os principais rios transbordassem. Vários deslizamentos de terra e uma morte foram registrados na Nova Caledônia, enquanto na Ilha Lealdade de Mare, as ondas de Rewa destruíram parcialmente a parede do porto de Tadine.
O sistema não teve efeito sobre Vanuatu enquanto passava pelas Ilhas Salomão entre 28 - 30 de dezembro; no entanto, as ilhas do sul de Vanuatu foram afetadas pelo ciclone depois de ter passado pela Nova Caledônia durante 5 de janeiro.  Enquanto se movia para o noroeste entre 6 e 8 de janeiro, Rewa trouxe alto mar e ventos fortes para partes da nação insular, incluindo as províncias de Shefa e Tafea.  Alguns danos foram registrados na zona intertidal dos portos de Port Villa, já que o sistema passou cerca de 175 km (109 mi) a sudeste da cidade.
Entre 19 e 24 de janeiro, os remanescentes de Rewa, uma frente climática lenta sobre Fiordelândia e uma chuva generalizada e inundações ao sul trouxeram chuvas e inundações para a Ilha Sul da Nova Zelândia. Em Westland, Fiordland e Southern Lakes, deslizamentos de terra e inundações ocorreram em 21 de janeiro, enquanto várias estradas e pontes foram danificadas.

### Papua Nova Guiné
O ciclone Rewa afetou a Papua Nova Guiné em duas ocasiões distintas enquanto estava ativo, com o ciclone afetando primeiro o arquipélago entre 28 dezembro e 1 janeiro, antes de pastar no arquipélago entre 12 e 14 de janeiro. Antes de Rewa afetar o país, alertas e alertas de ciclone foram emitidos para as ilhas Sudest, Rossel e Samarai, enquanto as autoridades instavam as pessoas a não irem às praias. Como afetou o arquipélago, Rewa trouxe chuvas fortes, mar alto e rajadas de vento de até 100 km/h (62 mph) para partes do arquipélago, incluindo as ilhas Sudest, Rossel e Samarai. As áreas mais atingidas foram as comunidades próximas aos principais sistemas fluviais, com o ciclone bloqueando estradas, destruindo uma igreja, pontes, casas e jardins com culturas vitais, como café e copra destruídas. No total, o ciclone Rewa deixou cerca de 3500 pessoas desabrigadas e causou 17 mortes, 8 das quais devido a inundações.  Nove outras pessoas desapareceram enquanto viajavam para a Ilha Rossel depois que seu barco foi pego em alto mar associado a Rewa. Mais tarde, eles foram dados como mortos pelo Serviço Nacional de Desastres e Emergências, depois que uma missão local de busca e resgate encontrou os destroços do barco. Às 00:00 UTC em 30 Em dezembro, a estação meteorológica automática de Jingo na ilha de Rossel registrou um vento máximo sustentado de 55 km/h (35 km/h).

### Austrália
Durante os primeiros dias de 1994, Rewa moveu-se para o sul paralelamente à costa de Queensland; no entanto, por estar localizado a cerca de 600 km (370 mi) a nordeste de Mackay, estava muito longe da costa para que houvesse qualquer impacto direto em Queensland.  O único impacto indireto foi o surf mais alto, do qual várias pessoas tiveram que ser resgatadas antes que o ciclone começasse a se mover em direção à Nova Caledônia em 4 de janeiro. Como Rewa afetou Queensland pela segunda vez, alertas e alertas foram emitidos para várias partes de Queensland pelo BoM, que previu um desembarque perto de Mackay.  Em 18 de janeiro os comitês de desastres locais de janeiro se reuniram para considerar a evacuação de pessoas, enquanto as pessoas que estavam de férias nos parques nacionais foram alertadas sobre Rewa por um helicóptero. Um exercício de treinamento militar que deveria ocorrer em Baía Shoalwater teve que ser cancelado, com pessoal do exército evacuado para Rockhampton para evitar ser cortado pelas águas da inundação. Ao longo da costa, vários portos, incluindo Gladstone, foram fechados com grandes embarcações avisadas para se dirigirem ao mar e pequenas embarcações avisadas para se prepararem para a tempestade.
Em 19 de janeiro, Rewa começou a afetar Queensland com chuvas torrenciais e ventos com força de tempestade que causaram alguns danos ao longo da costa. No entanto, não atingiu a terra prevista perto de Mackay, em vez disso, recuou para o sul-sudeste e chegou a 100 km (62 mi) da costa. Dois homens na costa de Yeppoon foram resgatados de uma traineira de pesca por um helicóptero Black Hawk do exército depois que o alto mar danificou a hélice da traineira e quebrou sua pesada corrente de âncora, deixando-a à deriva indefesa no caminho do ciclone. A ilha mais afetada foi Lady Elliot, pois suportou o impacto do vento, enquanto na ilha Heron, várias árvores raras e colônias de pássaros foram destruídas ou severamente danificadas. Como Rewa interagiu com um vale superior de baixa pressão em 19 de janeiro, chuvas fortes e trovoadas foram observadas em partes de Brisbane e Gold Coast. Brisbane recebeu mais de 144 mm (5.7 in) em apenas seis horas, o que levou a algumas inundações localizadas em partes da cidade e quatro mortes. Três das mortes foram de pessoas batendo seus carros, enquanto a outra morte ocorreu quando uma pessoa foi surfar nas águas da enchente de Brisbane e ficou presa em um bueiro. Dentro de Brisbane, 100 casas e 20 carros foram danificados pelas águas da enchente, enquanto uma partida de críquete Sheffield Shield entre a Austrália Ocidental e Queensland foi adiada, depois que o Gabba se assemelhava a um pequeno lago.